# Volta à Colômbia
A Volta à Colômbia  é uma concorrência de ciclismo de estrada que se realiza na Colômbia. A primeira edição correu-se em 1951 e o primeiro campeão foi o colombiano Efraín Forero.

## História
A ideia de uma Volta à Colômbia vinha-se proporcionando desde 1940. As notícias sobre as concorrências europeias como o Tour de France ou o Tour de l'Avenir acordaram o entusiasmo no país e algumas provas entre Tunja, e Bucaramanga, Medellín e Sonsón, por vias de transpoetes se fizeram frequentes; mas um evento organizado não veio a se especificar até 1951.
Os jornalistas de [[:es:[El Tiempo (Colombia)|El Tiempo]], Pablo Camacho Montoya e Jorge Enrique Buitrago "Miron", junto com Efraín Forero, Donald W. Raskin, Guillermo Pignalosa e Mario Martínez, propuseram-lhe ao chefe de redacção de El Tiempo, Enrique Santos Castillo, que seu periódico auspiciara e organizasse a primeira Volta â Colômbia. Efraín Forero propôs-lhe fazer uma corrida de prova entre Bogota e Manizales para demonstrar a viabilidade da sua proposta. Fez a prova, convenceu ao El Tiempo, ao qual se somaram outras empresa como Avianca, Cervecejaria Bavaria, Avisos Zeón e a Frota Mercante Grancolombiana e para o 11 de agosto de 1950 A El Tiempo anunciaria pela primeira vez a sua realização seguido de um novo anúncio a 24 de novembro de 1950 no qual se especificou a quantidade definitiva de etapas a correr, bem como a realização da prova para o mês de janeiro de 1951. Desta forma a 5 de janeiro de 1951 arrancaram da Avenida Jiménez de Bogota 35 participantes que deviam cobrir em dez etapas um percurso de 1 233 quilómetros. Dos 35 participantes iniciais trinta conseguiram culminar a prova. O primeiro campeão foi Efraín Forero quem ganhou sete das dez etapas da prova; o trajeto da primeira edição foram percorridos por Forero em 45 horas e 23 minutos, quem aventajou a Roberto Cano que chegou segundo depois de duas horas. A concorrência teve sucesso e graças às emissões radiais o país recebeu durante quinze dias os detalhes, transmitidos pela emissora Nova Granada na voz de Carlos Arturo Rueda, quem com o seu estilo peculiar dava-lhe emoção à corrida. Efraín Forero foi o primeiro campeão da Volta à Colômbia e Carlos Arturo Rueda baptizou-o como O Indomavél Zipa.
Para a segunda edição incrementou-se o número de etapas com aproximadamente 1 670 km. Ao redor de sessenta ciclistas cruzaram a meta final. A raiz do sucesso da primeira edição, fez que ao ano seguinte, se convidasse ao campeão olímpico de ciclismo José Beyaert, quem ganhou esta segunda versão, se adaptando facilmente às difíceis condições topográficas e climáticas do percurso.
A terceira edição da corrida teve 15 etapas e cobriu uma distância de 1 750 km. Esta versão foi vencida pelo colombiano Ramón Hoyos por ampla margem, triunfando em 8 das 15 etapas do percurso; a partir desse ano momento exerceu um domínio quase absoluto nas versões seguintes.
A corrida converteu-se num acontecimento a nível nacional pelo qual diferentes mandatários como o então ditador Gustavo Rojas Pinilla em 1954, quem lhe deu a partida para os 46 participantes. Em 1959 o então presidente Alberto Lleras Camargo encarregou-se de largar a prova em sua nona versão que ganharia Rubén Darío Gómez acabando com a hegemonia de Ramón Hoyos.

### Décadas de 1960 e 1970
Para a década de 1960 o ciclismo era um dos desportos mais populares do país e captava a atenção exclusiva dos meios. A versão de 1962 foi uma das provas mais competidas onde Roberto Buitrago se levou o título com oito segundos de diferença sobre seu imediato seguidor, o favorito Martín Emilio "Cochise" Rodríguez. A volta manteve a atenção dos aficionados até à última jornada cumprida entre La Dorada e Bogota. A ascensão à Tribuna foi disputadissima e pensava-se que o primeiro que passasse por este ponto seria o dono da tricolor, com a que se distinguia ao líder, mas só se definiu na pista de El Campín. O ganhador da etapa foi um espanhol, Candelas Domínguez, que correu pelo Vale de Tenza.
O reinado de "Cochise" começou em 1963 numa fechada luta com corredores como Rubén Darío Gómez, Javier Suárez e Carlos Montoya. Ao ano dá mostras de todos os seus atributos ao se coroar campeão sacando mais de uma hora sobre Rubén Darío Gómez, além de obter os títulos da montanha e o de metas volantes.
Para finais da década dos 60, a rivalidade entre os diferentes departamentos atraiu à empresa privada, que começou a patrocinar e conformar as suas próprias equipas. Incursiona a rádio com transmissões ao vivo que foram lideradas por "o campeão" Carlos Arturo Rueda por Caracol Radio e tendo a sua contrapeso em RCN na voz de Alberto Piedrahita Pacheco que trouxe os comentários de Julio Arrastía, retirado já de seu trabalho de treinador e director técnico e quem atraiu a atenção do povo inteiro com as emoções e aventuras que deparavam em cada etapa da volta.
Ao começar a década dos 70, dois factos marcam a celebração dos primeiros vinte anos da concorrência ciclística: Rafael Antonio Menino converte-se no primeiro novato em coroar-se campeão da máxima prova do ciclismo continental e em segundo lugar Cochise Rodríguez superou o recorde da hora para aficionados na Cidade de México com uma marca de 47.553 quilómetros.

### Auge dos escaladores

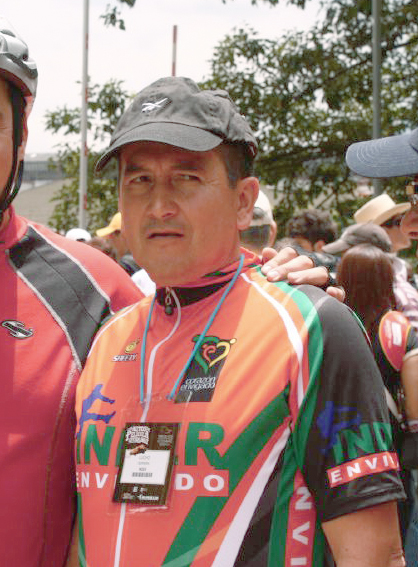
Luis Herrera ganhou a sua primeira Volta à Colômbia em 1984 e no mesmo ano converteu-se no primeiro ciclista aficionado a ganhar uma etapa do Tour de France

Rafael Antonio Menino, apelidado "o menino de Cucaita", mostraria ser o corredor mais completo da década impondo uma marca que até hoje perdura: seis títulos. Surgem equipas importantes como Reloges Pierce, Singer, Postobón, Wrangler de Caribú, Aseguradora Sul-americana, Telecom, e Café Águila Roja, entre outros. Outros ciclistas que obtiveram triunfos na década de 1970 foram Álvaro Pachón, Miguel Samacá, José Patrocínio Jiménez e Alfonso Flórez.
Com o quinto triunfo de Menino em 1978 iniciou-se uma nova etapa, pois todas as equipas procuraram renovar não só aos ciclistas mas também de patrocinadores. Aparecem assim a Lotería de Boyacá, Perfumaria Janeth, Leche la Gran Vía, Valjyn, Vinícola los Frailes, etc., que seria como o preâmbulo à melhor época do ciclismo colombiano no mundo.
Em 1980, começa-se a gerir um projeto que muito cedo se fez realidade: conformar uma equipa com os melhores pedalistas nacionais, patrocinado por uma grande empresa e que representasse a Colômbia na Europa. O empreendedor Saulo Barreira foi o encarregado desta grande gestão, e foi quem apresentou todo o projecto a Pilhas Varta que não duvidou em adiantar as gestões do caso.
Em 1983, a equipa de Pilhas Varta alçou-se com o título com Alfonso Flórez e enfrentou o maior repto de participar no Tour de France como única equipa aficionada convidado em toda a história da concorrência. Em 1984, Luis Herrera, chamado "O Jardinerito", com uma demonstração do seu poderio na montanha, coroou-se pela primeira vez campeão da Volta e nesse mesmo ano converteu-se no primeiro corredor aficionado em ganhar uma etapa no Tour de France no Alpe d'Huez.
A incursão dos pedalistas colombianos terminaria prejudicando a Volta a Colômbia pois ao centrar-se os objectivos no Velho Continente, os corredores de melhor nível convertidos em profissionais começaram a tomar a concorrência como um trampolim para preparar as grandes voltas. Por sua vez, as empresas nacionais começaram a explorar os benefícios económicos e publicitários da volta. Assim, mesmo a corporação financeira Colmena comprou os direitos da volta à Federação Colombiana de Ciclismo em princípio por três anos, que se converteram em doze até 1996.
A década de 1990 trouxe também a renovação e em 1989 Oliverio Rincón repetiu a façanha de Menino ao ganhar a volta em qualidade de novato, enquanto Álvaro Mejía surgiu como o seu melhor competidor e aliado para substituir à dupla Herrera-Parra na Europa.
A partida das grandes figuras ao velho continente para correr em equipas europeias, propiciou o surgimento de ciclistas de menor renome que se fizeram protagonistas da Volta à Colômbia, começando por Gustavo Wilches, quem se levou o troféu em 1990.

### Declive
A partir de finais da década de 1990, a volta a Colômbia iniciou um declive sustentado, devido a várias razões: a falta de interesse geral pelo apoio ao ciclismo, os altos custos de preparação e manejo de equipas, o desaparecimento do aficionado, que se inclinou para outros desportos, o recorte de patrocinadores por altos custos que têm dado para a formação dos ciclistas. Por outra parte, o custo de formar uma equipa tem aumentado nos últimos anos, devido às altas exigências técnicas que a União Ciclista Internacional tem estabelecido, por exemplo, para o tipo de bicicletas que deve se usar.  A ausência de figuras colombianas nas grandes corridas internacionais (Volta a Espanha, Giro d'Italia e Tour de France), também repercutiu no declive da Volta à Colômbia, cujos participantes se converteram em quase desconhecidos pelo público.
Mostra da decadência da prova é que desde o 2009 não participou nenhuma equipa internacional com o que é das poucas provas inscritas no UCI America Tour que não cumpre os requisitos para pontuar para a dita competição. Nas edições de 2010 e 2011, enviaram-se convites a equipas estrangeiras sem resultados positivos.
O facto de não contar com participação de equipas estrangeiras durante 2 anos (a norma indica que têm que ser ao menos 5 equipas), fez enfraquecer a categoria internacional que tinha a corrida, já que a Federação Colombiana de Ciclismo foi sancionada pela UCI, não incluindo num princípio à Volta a Colômbia no UCI America Tour de 2011-2012. Posteriormente e depois de gestões do presidente da Federação, Jorge Ovidio González, ante o presidente da UCI, Patrick McQuaid, conseguiu-se que a prova fosse inserida novamente no calendário de 2011-2012. Nesse ano conseguiram-se 5 equipas estrangeiras conquanto 3 deles amadoras. Desde o 2013 "só" se conseguiu a presença dentre 2 e 4 equipas estrangeiras ainda que mantém a sua categoria graças a uma excepção na norma para esta corrida.
Assim, uma concorrência que na década de 1980 se considerava como a mais importante da América e uma das mais importantes do mundo, tem sido ultrapassada por outras concorrências continentais, como o Tour de San Luis.
Espera-se que com o regresso dos ciclistas colombianos à elite mundial, depois dos sucessos conseguidos por eles no Giro d'Italia, o Tour de France e outras concorrências de renome e integrando grandes equipas do ciclismo mundial, a Volta à Colômbia volte a ser objeto de interesse por parte dos grandes patrocinadores, chamando à atenção de ciclistas internacionais e recupere o seu antigo brilho.

## Palmarés
| Ano                                                                                | Vencedor                 | Segundo                    | Terceiro                   |
| ---------------------------------------------------------------------------------- | ------------------------ | -------------------------- | -------------------------- |
| 1951                                                                               | Efraín Forero Triviño    | Roberto Cano               | Pedro Nel Gil              |
| 1952                                                                               | José Beyaert             | Humberto Varisco           | Pedro Nel Gil              |
| 1953                                                                               | Ramón Hoyos              | José Beyaert               | Héctor Mesa Monsalve       |
| 1954                                                                               | Ramón Hoyos              | Justo Londoño              | Héctor Mesa Monsalve       |
| 1955                                                                               | Ramón Hoyos              | Honorio Rua                | Reinaldo Medina            |
| 1956                                                                               | Ramón Hoyos              | Jorge Luque                | Efraín Forero Triviño      |
| 1957                                                                               | José Gómez del Moral     | Efraín Forero Triviño      | Jorge Luque                |
| 1958                                                                               | Ramón Hoyos              | Hernán Medina              | Honorio Rua                |
| 1959                                                                               | Rubén Darío Gómez        | Hernán Medina              | Honorio Rua                |
| 1960                                                                               | Hernán Medina            | Roberto Buitrago           | Rubén Darío Gómez          |
| 1961                                                                               | Rubén Darío Gómez        | Hernán Medina              | Roberto Buitrago           |
| 1962                                                                               | Roberto Buitrago         | Martín Emilio Rodríguez    | Javier Suárez              |
| 1963                                                                               | Martín Emilio Rodríguez  | Rubén Darío Gómez          | Pablo Hernández            |
| 1964                                                                               | Martín Emilio Rodríguez  | Rubén Darío Gómez          | Pablo Hernández            |
| 1965                                                                               | Javier Suárez            | Martín Emilio Rodríguez    | Rubén Darío Gómez          |
| 1966                                                                               | Martín Emilio Rodríguez  | Javier Suárez              | Carlos Montoya Arias       |
| 1967                                                                               | Martín Emilio Rodríguez  | Javier Suárez              | Álvaro Pachón              |
| 1968                                                                               | Pedro Julio Sánchez      | Javier Suárez              | Fulgencio Sánchez          |
| 1969                                                                               | Pablo Hernández          | Martín Emilio Rodríguez    | Gustavo Rincón             |
| 1970                                                                               | Rafael Antonio Niño      | Gustavo Rincón             | Miguel Samacá              |
| 1971                                                                               | Álvaro Pachón            | Miguel Samacá              | Rafael Antonio Niño        |
| 1972                                                                               | Miguel Samacá            | Carlos Campaña             | Gonzalo Marín              |
| 1973                                                                               | Rafael Antonio Niño      | Miguel Samacá              | Álvaro Pachón              |
| 1974                                                                               | Miguel Samacá            | Norberto Cáceres           | Luis Díaz                  |
| 1975                                                                               | Rafael Antonio Niño      | José Patrocinio Jiménez    | Carlos Siachoque           |
| 1976                                                                               | José Patrocinio Jiménez  | Plinio Casas               | Arturo Matamoros           |
| 1977                                                                               | Rafael Antonio Niño      | José Patrocinio Jiménez    | Alfonso Flórez             |
| 1978                                                                               | Rafael Antonio Niño      | Alfonso Flórez             | Gonzalo Marín              |
| 1979                                                                               | Alfonso Flórez           | Julio Rubiano              | José Patrocinio Jiménez    |
| 1980                                                                               | Rafael Antonio Niño      | Alfonso Flórez             | José Patrocinio Jiménez    |
| 1981                                                                               | Fabio Parra              | Julio Rubiano              | Epifanio Arcila            |
| 1982                                                                               | Cristóbal Pérez          | Rafael Acevedo             | Israel Corredor            |
| 1983                                                                               | Alfonso Flórez           | Lucho Herrera              | José Patrocinio Jiménez    |
| Converte-se numa prova "Open" permitindo a participação de ciclistas profissionais |                          |                            |                            |
| 1984                                                                               | Lucho Herrera            | Francisco Rodríguez        | Fabio Parra                |
| 1985                                                                               | Lucho Herrera            | Fabio Parra                | Manuel Ignacio Gutiérrez   |
| 1986                                                                               | Lucho Herrera            | Omar Hernández             | Israel Corredor            |
| 1987                                                                               | Pablo Wilches            | Lucho Herrera              | Gustavo Wilches            |
| 1988                                                                               | Lucho Herrera            | Álvaro Mejía               | Pablo Wilches              |
| 1989                                                                               | Oliverio Rincón          | Fabio Parra                | Reynel Montoya             |
| 1990                                                                               | Gustavo Wilches          | Héctor Patarroyo           | Francisco Rodríguez        |
| 1991                                                                               | Álvaro Sierra            | Óscar Vargas               | José Martín Farfán         |
| 1992                                                                               | Fabio Parra              | Luis Espinosa              | Luis Alberto González      |
| 1993                                                                               | Carlos Jaramillo         | Édgar Humberto Ruiz        | Israel Ochoa               |
| 1994                                                                               | Chepe González           | Álvaro Sierra              | Carlos Jaramillo           |
| 1995                                                                               | Chepe González           | Juan Diego Ramírez         | Álvaro Sierra              |
| 1996                                                                               | Miguel Ángel Sanabria    | Héctor Palacio             | Luis Alberto González      |
| 1997                                                                               | José Castelblanco        | Jair Bernal                | Héctor Palacio             |
| 1998                                                                               | José Castelblanco        | Iván Parra                 | Libardo Niño               |
| 1999                                                                               | Carlos Alberto Contreras | Alexis Rojas               | Félix Cárdenas             |
| 2000                                                                               | Héctor Palacio           | Elder Herrera              | Héctor Castaño             |
| 2001                                                                               | Hernán Buenahora         | Juan Diego Ramírez         | Jairo Hernández Montoya    |
| 2002                                                                               | José Castelblanco        | Elder Herrera              | Libardo Niño               |
| 2003                                                                               | Libardo Niño             | Félix Cárdenas             | Álvaro Sierra              |
| 2004                                                                               | Libardo Niño             | Jairo Hernández Montoya    | Heberth Gutiérrez          |
| Entra a fazer parte do calendário UCI America Tour baixo a categoria 2.2           |                          |                            |                            |
| 2005                                                                               | Libardo Niño             | Walter Pedraza             | Álvaro Sierra              |
| 2006                                                                               | José Castelblanco        | Daniel Rincón              | Álvaro Sierra              |
| 2007                                                                               | Santiago Botero          | Hernán Buenahora           | Israel Ochoa               |
| 2008                                                                               | Giovanny Báez            | Mauricio Ortega            | Alejandro Ramírez          |
| 2009                                                                               | José Rujano              | Freddy Montaña             | César Salazar              |
| 2010                                                                               | Sergio Henao             | José Rujano                | Francisco Colorado         |
| 2011                                                                               | Félix Cárdenas           | Giovanny Báez              | Freddy Montaña             |
| 2012                                                                               | Félix Cárdenas           | Alejandro Ramírez          | Flober Peña                |
| 2013                                                                               | Óscar Sevilla            | Alex Cano                  | Mauricio Ortega            |
| 2014                                                                               | Óscar Sevilla            | Fernando Camargo           | Alexis Camacho             |
| 2015                                                                               | Óscar Sevilla            | Mauricio Ortega            | Luis Felipe Laverde        |
| 2016                                                                               | Mauricio Ortega          | Óscar Sevilla              | Alex Cano                  |
| 2017                                                                               | Aristóbulo Cala          | Alex Cano                  | Juan Pablo Suárez          |
| Sai do calendário UCI America Tour e passa a ser uma prova de categoria nacional   |                          |                            |                            |
| 2018                                                                               | Jonathan Caicedo         | Juan Pablo Suárez          | Óscar Sevilla              |
| 2019                                                                               | Fabio Duarte             | Salvador Moreno Hernández  | Óscar Sevilla              |
| 2020                                                                               | Diego Camargo            | Óscar Sevilla              | Juan Pablo Suárez          |
| 2021                                                                               | José Tito Hernández      | Ángel Alexander Gil        | Aristóbulo Cala            |
| 2022                                                                               | Fabio Duarte             | Hernando Bohórquez         | Julián Cardona             |
| 2023                                                                               | Rodrigo Contreras        | Wilson Estiben Peña Molano | Aldemar Reyes Ortega       |
| 2024                                                                               | Rodrigo Contreras        | Diego Camargo              | Wilson Estiben Peña Molano |

Notas:
- Na Volta à Colômbia de 1974 declarou-se como ganhador a Miguel Samacá ante a desclassificação do ciclista Álvaro Pachón por uso de substâncias proibidas. O terceiro lugar ficou deserto.[15]
- Na Volta à Colômbia de 1991 declarou-se como ganhador a Álvaro Sierra ante a desclassificação do ciclista Pablo Wilches depois de ter marcado positivo no exame antidoping pela terceira vez na temporada.[16]
- Na es:Vuelta a Colombia 2004 declarou-se como ganhador a Libardo Menino ante a desclassificação do ciclista José Castelblanco por ter dado positivo por testosterona.[17]
- Na es:Vuelta a Colombia 2008 inicialmente o subcampeão da prova foi o ciclista Hernán Buenahora mas foi sancionado por 2 anos por consumo de substâncias dopantes em dita edição.[18]
- Na es:Vuelta a Colombia 2010 inicialmente o subcampeão da prova foi o ciclista Óscar Sevilla mas os resultados obtidos por dito ciclista na dita edição e todos os obtidos posteriormente foram anulados devido a uma sanção por doping.[19]

## Palmarés por países
- Actualizado até 2019

| País      | Vitórias | 2.º lugar | 3.º lugar | Total |
| --------- | -------- | --------- | --------- | ----- |
| Colômbia  | 62       | 64        | 65        | 191   |
| Espanha   | 4        | 1         | 3         | 8     |
| França    | 1        | 1         | 0         | 2     |
| Venezuela | 1        | 1         | 0         | 2     |
| Equador   | 1        | 0         | 0         | 1     |
| Argentina | 0        | 1         | 0         | 1     |

## Palmarés por departamentos de Colômbia
- Actualizado até 2019

| Departamento | Vitórias      |
| ------------ | ------------- |
| Boyacá       | 26            |
| Antioquia    | 16            |
| Cundinamarca | 9             |
| Santander    | align=center6 |
| Caldas       | 3             |
| Tolima       | 1             |
| Bogotá       | 1             |

## Estatísticas

### Mais vitórias gerais
- Actualizado até 2019

| Ciclista                | Vitórias | Anos                               |
| ----------------------- | -------- | ---------------------------------- |
| Rafael Antonio Menino   | 6        | 1970, 1973, 1975, 1977, 1978, 1980 |
| Ramón Hojos             | 5        | 1953, 1954, 1955, 1956, 1958       |
| Martín Emilio Rodríguez | 4        | 1963, 1964, 1966, 1967             |
| Luis Herrera            | 4        | 1984, 1985, 1986, 1988             |
| José Castelblanco       | 4        | 1997, 1998, 2004, 2006             |
| Libardo Menino          | 3        | 2003, 2004, 2005                   |
| Óscar Sevilla           | 3        | 2013, 2014, 2015                   |
| Rubén Darío Gómez       | 2        | 1959, 1961                         |
| Miguel Samacá           | 2        | 1972, 1974                         |
| Alfonso Flórez          | 2        | 1979, 1983                         |
| Fabio Parra             | 2        | 1981, 1992                         |
| José Jaime González     | 2        | 1994, 1995                         |
| Félix Cárdenas          | 2        | 2011, 2012                         |

Nota: Ciclistas activos em negrilla

### Vitórias de etapa por ciclista
- Actualizado até 2019

Estes são os ciclistas que têm ganhado oito ou mais etapas:
| Ciclista                   | Etapas |
| -------------------------- | ------ |
| Martín "Cochise" Rodríguez | 39     |
| Ramón Hojos Vallejo        | 38     |
| Rubén Darío Gómez          | 16     |
| Jaime Galeano Rúa          | 14     |
| Rafael Antonio Menino      | 13     |
| Hernán Buenahora           | 13     |

| Ciclista                | Etapas |
| ----------------------- | ------ |
| Carlos Montoya Arias    | 12     |
| Luis Alberto Herrera    | 12     |
| Libardo Menino Corredor | 11     |
| Félix Cárdenas          | 11     |
| Efraín Forero           | 10     |
| José Beyaert            | 10     |

| Ciclista                | Etapas |
| ----------------------- | ------ |
| Javier Amado Suárez     | 10     |
| Hernán Medina Calderón  | 9      |
| Miguel Samacá Hernández | 9      |
| Álvaro Pachón Morais    | 9      |
| Luis Hernán Díaz        | 9      |

| Ciclista                | Etapas |
| ----------------------- | ------ |
| Rúber Albeiro Marín     | 9      |
| Pablo Enrique Hernández | 8      |
| José Jaime González     | 8      |
| José Castelblanco       | 8      |
| Óscar Sevilla           | 8      |

### Vitórias de etapa por países
- Actualizado até 2019

| País      | Etapas |
| --------- | ------ |
| Colômbia  | 856    |
| Espanha   | 55     |
| Venezuela | 16     |
| França    | 10     |
| Equador   | 8      |

| País            | Etapas |
| --------------- | ------ |
| Itália          | 8      |
| União Soviética | 7      |
| Argentina       | 6      |
| Cuba            | 5      |
| Uruguai         | 4      |

| País           | Etapas |
| -------------- | ------ |
| Lituânia       | 4      |
| Chéquia        | 4      |
| Letônia        | 4      |
| México         | 2      |
| Estados Unidos | 2      |

| País          | Etapas |
| ------------- | ------ |
| Guatemala     | 1      |
| Bélgica       | 1      |
| Áustria       | 1      |
| Nova Zelândia | 1      |
| Costa Rica    | 1      |

| Vitórias de etapas por países e edições | Vitórias de etapas por países e edições | Vitórias de etapas por países e edições | Vitórias de etapas por países e edições | Vitórias de etapas por países e edições | Vitórias de etapas por países e edições | Vitórias de etapas por países e edições | Vitórias de etapas por países e edições | Vitórias de etapas por países e edições | Vitórias de etapas por países e edições | Vitórias de etapas por países e edições | Vitórias de etapas por países e edições | Vitórias de etapas por países e edições | Vitórias de etapas por países e edições | Vitórias de etapas por países e edições | Vitórias de etapas por países e edições | Vitórias de etapas por países e edições | Vitórias de etapas por países e edições | Vitórias de etapas por países e edições | Vitórias de etapas por países e edições | Vitórias de etapas por países e edições | Vitórias de etapas por países e edições |
| --------------------------------------- | --------------------------------------- | --------------------------------------- | --------------------------------------- | --------------------------------------- | --------------------------------------- | --------------------------------------- | --------------------------------------- | --------------------------------------- | --------------------------------------- | --------------------------------------- | --------------------------------------- | --------------------------------------- | --------------------------------------- | --------------------------------------- | --------------------------------------- | --------------------------------------- | --------------------------------------- | --------------------------------------- | --------------------------------------- | --------------------------------------- | --------------------------------------- |
| Ano                                     | Colômbia                                | Espanha                                 | Venezuela                               | França                                  | Equador                                 | Itália                                  | Rússia                                  | Argentina                               | Cuba                                    | Uruguai                                 | Lituânia                                | República Checa                         | Letónia                                 | México                                  | Estados Unidos                          | Guatemala                               | Bélgica                                 | Áustria                                 | Nova Zelândia                           | Costa Rica                              | Total                                   |
| 1951                                    | 10                                      | -                                       | -                                       | -                                       | -                                       | -                                       | -                                       | -                                       | -                                       | -                                       | -                                       | -                                       | -                                       | -                                       | -                                       | -                                       | -                                       | -                                       | -                                       | -                                       | 10                                      |
| 1952                                    | 4                                       | -                                       | -                                       | 5                                       | -                                       | -                                       | -                                       | 4                                       | -                                       | -                                       | -                                       | -                                       | -                                       | -                                       | -                                       | -                                       | -                                       | -                                       | -                                       | -                                       | 13                                      |
| 1953                                    | 13                                      | -                                       | -                                       | 2                                       | -                                       | -                                       | -                                       | -                                       | -                                       | -                                       | -                                       | -                                       | -                                       | -                                       | -                                       | -                                       | -                                       | -                                       | -                                       | -                                       | 15                                      |
| 1954                                    | 15                                      | -                                       | -                                       | -                                       | -                                       | -                                       | -                                       | -                                       | -                                       | -                                       | -                                       | -                                       | -                                       | -                                       | -                                       | -                                       | -                                       | -                                       | -                                       | -                                       | 15                                      |
| 1955                                    | 15                                      | -                                       | -                                       | 3                                       | -                                       | -                                       | -                                       | -                                       | -                                       | -                                       | -                                       | -                                       | -                                       | 1                                       | -                                       | -                                       | -                                       | -                                       | -                                       | -                                       | 19                                      |
| 1956                                    | 16                                      | -                                       | -                                       | -                                       | -                                       | -                                       | -                                       | -                                       | -                                       | -                                       | -                                       | -                                       | -                                       | -                                       | -                                       | 1                                       | -                                       | -                                       | -                                       | -                                       | 17                                      |
| 1957                                    | 10                                      | 5                                       | -                                       | -                                       | -                                       | -                                       | -                                       | -                                       | -                                       | -                                       | -                                       | -                                       | -                                       | -                                       | -                                       | -                                       | -                                       | -                                       | -                                       | -                                       | 15                                      |
| 1958                                    | 14                                      | -                                       | -                                       | -                                       | -                                       | -                                       | -                                       | -                                       | -                                       | -                                       | -                                       | -                                       | -                                       | -                                       | -                                       | -                                       | -                                       | -                                       | -                                       | -                                       | 14                                      |
| 1959                                    | 15                                      | -                                       | -                                       | -                                       | -                                       | -                                       | -                                       | -                                       | -                                       | -                                       | -                                       | -                                       | -                                       | -                                       | -                                       | -                                       | -                                       | -                                       | -                                       | -                                       | 15                                      |
| 1960                                    | 12                                      | -                                       | -                                       | -                                       | -                                       | -                                       | -                                       | -                                       | -                                       | 3                                       | -                                       | -                                       | -                                       | -                                       | -                                       | -                                       | -                                       | -                                       | -                                       | -                                       | 15                                      |
| 1961                                    | 7                                       | 8                                       | -                                       | -                                       | -                                       | -                                       | -                                       | -                                       | -                                       | -                                       | -                                       | -                                       | -                                       | -                                       | -                                       | -                                       | -                                       | -                                       | -                                       | -                                       | 15                                      |
| 1962                                    | 12                                      | 3                                       | -                                       | -                                       | -                                       | -                                       | -                                       | -                                       | -                                       | -                                       | -                                       | -                                       | -                                       | -                                       | -                                       | -                                       | -                                       | -                                       | -                                       | -                                       | 15                                      |
| 1963                                    | 16                                      | -                                       | -                                       | -                                       | -                                       | -                                       | -                                       | -                                       | -                                       | -                                       | -                                       | -                                       | -                                       | -                                       | -                                       | -                                       | -                                       | -                                       | -                                       | -                                       | 16                                      |
| 1964                                    | 19                                      | -                                       | -                                       | -                                       | -                                       | -                                       | -                                       | -                                       | -                                       | -                                       | -                                       | -                                       | -                                       | -                                       | -                                       | -                                       | -                                       | -                                       | -                                       | -                                       | 19                                      |
| 1965                                    | 13                                      | 4                                       | -                                       | -                                       | -                                       | -                                       | -                                       | -                                       | -                                       | -                                       | -                                       | -                                       | -                                       | -                                       | -                                       | -                                       | -                                       | -                                       | -                                       | -                                       | 17                                      |
| 1966                                    | 16                                      | 2                                       | -                                       | -                                       | -                                       | -                                       | -                                       | -                                       | -                                       | -                                       | -                                       | -                                       | -                                       | -                                       | -                                       | -                                       | -                                       | -                                       | -                                       | -                                       | 18                                      |
| 1967                                    | 18                                      | 2                                       | -                                       | -                                       | -                                       | -                                       | -                                       | -                                       | -                                       | -                                       | -                                       | -                                       | -                                       | -                                       | -                                       | -                                       | -                                       | -                                       | -                                       | -                                       | 20                                      |
| 1968                                    | 14                                      | 2                                       | -                                       | -                                       | -                                       | 2                                       | -                                       | -                                       | -                                       | -                                       | -                                       | -                                       | -                                       | -                                       | -                                       | -                                       | -                                       | -                                       | -                                       | -                                       | 18                                      |
| 1969                                    | 11                                      | 5                                       | 2                                       | -                                       | -                                       | -                                       | -                                       | -                                       | -                                       | -                                       | -                                       | -                                       | -                                       | -                                       | -                                       | -                                       | -                                       | -                                       | -                                       | -                                       | 18                                      |
| 1970                                    | 10                                      | 2                                       | -                                       | -                                       | -                                       | 1                                       | -                                       | -                                       | -                                       | -                                       | -                                       | -                                       | -                                       | -                                       | -                                       | -                                       | -                                       | -                                       | -                                       | -                                       | 13                                      |
| 1971                                    | 13                                      | -                                       | -                                       | -                                       | -                                       | -                                       | -                                       | -                                       | -                                       | -                                       | -                                       | -                                       | -                                       | -                                       | -                                       | -                                       | -                                       | -                                       | -                                       | -                                       | 13                                      |
| 1972                                    | 12                                      | 1                                       | -                                       | -                                       | -                                       | -                                       | -                                       | -                                       | -                                       | -                                       | -                                       | -                                       | -                                       | -                                       | -                                       | -                                       | -                                       | -                                       | -                                       | -                                       | 13                                      |
| 1973                                    | 11                                      | 2                                       | -                                       | -                                       | -                                       | -                                       | -                                       | -                                       | -                                       | -                                       | -                                       | -                                       | -                                       | -                                       | -                                       | -                                       | -                                       | -                                       | -                                       | -                                       | 13                                      |
| 1974                                    | 12                                      | -                                       | -                                       | -                                       | -                                       | -                                       | -                                       | -                                       | -                                       | 1                                       | -                                       | -                                       | -                                       | -                                       | -                                       | -                                       | -                                       | -                                       | -                                       | -                                       | 13                                      |
| 1975                                    | 14                                      | -                                       | -                                       | -                                       | -                                       | -                                       | -                                       | -                                       | -                                       | -                                       | -                                       | -                                       | -                                       | -                                       | -                                       | -                                       | -                                       | -                                       | -                                       | -                                       | 14                                      |
| 1976                                    | 12                                      | -                                       | -                                       | -                                       | -                                       | -                                       | -                                       | -                                       | -                                       | -                                       | -                                       | 2                                       | -                                       | -                                       | -                                       | -                                       | -                                       | -                                       | -                                       | -                                       | 14                                      |
| 1977                                    | 13                                      | -                                       | -                                       | -                                       | -                                       | -                                       | -                                       | -                                       | -                                       | -                                       | -                                       | -                                       | -                                       | -                                       | -                                       | -                                       | -                                       | -                                       | -                                       | -                                       | 13                                      |
| 1978                                    | 13                                      | -                                       | -                                       | -                                       | -                                       | -                                       | -                                       | -                                       | -                                       | -                                       | -                                       | -                                       | -                                       | -                                       | -                                       | -                                       | -                                       | -                                       | -                                       | -                                       | 13                                      |
| 1979                                    | 11                                      | -                                       | -                                       | -                                       | -                                       | -                                       | -                                       | -                                       | 2                                       | -                                       | -                                       | -                                       | -                                       | -                                       | -                                       | -                                       | -                                       | -                                       | -                                       | -                                       | 13                                      |
| 1980                                    | 14                                      | -                                       | -                                       | -                                       | -                                       | -                                       | -                                       | -                                       | -                                       | -                                       | -                                       | -                                       | -                                       | -                                       | -                                       | -                                       | -                                       | -                                       | -                                       | -                                       | 14                                      |
| 1981                                    | 13                                      | -                                       | -                                       | -                                       | -                                       | -                                       | -                                       | -                                       | -                                       | -                                       | -                                       | 2                                       | -                                       | -                                       | -                                       | -                                       | -                                       | -                                       | -                                       | -                                       | 15                                      |
| 1982                                    | 13                                      | -                                       | -                                       | -                                       | -                                       | -                                       | -                                       | -                                       | -                                       | -                                       | -                                       | -                                       | -                                       | -                                       | -                                       | -                                       | -                                       | -                                       | -                                       | -                                       | 13                                      |
| 1983                                    | 14                                      | -                                       | -                                       | -                                       | -                                       | -                                       | -                                       | -                                       | -                                       | -                                       | -                                       | -                                       | -                                       | -                                       | -                                       | -                                       | -                                       | -                                       | -                                       | -                                       | 14                                      |
| 1984                                    | 13                                      | -                                       | -                                       | -                                       | -                                       | -                                       | -                                       | -                                       | -                                       | -                                       | -                                       | -                                       | -                                       | -                                       | -                                       | -                                       | 1                                       | -                                       | -                                       | -                                       | 14                                      |
| 1985                                    | 9                                       | 4                                       | -                                       | -                                       | -                                       | -                                       | -                                       | -                                       | -                                       | -                                       | -                                       | -                                       | -                                       | -                                       | -                                       | -                                       | -                                       | -                                       | -                                       | -                                       | 13                                      |
| 1986                                    | 10                                      | 1                                       | -                                       | -                                       | -                                       | -                                       | 2                                       | -                                       | -                                       | -                                       | -                                       | -                                       | -                                       | -                                       | -                                       | -                                       | -                                       | -                                       | -                                       | -                                       | 13                                      |
| 1987                                    | 9                                       | 1                                       | -                                       | -                                       | -                                       | -                                       | 3                                       | -                                       | -                                       | -                                       | -                                       | -                                       | -                                       | -                                       | -                                       | -                                       | -                                       | -                                       | -                                       | -                                       | 13                                      |
| 1988                                    | 13                                      | -                                       | -                                       | -                                       | -                                       | -                                       | -                                       | -                                       | -                                       | -                                       | -                                       | -                                       | -                                       | -                                       | -                                       | -                                       | -                                       | -                                       | -                                       | -                                       | 13                                      |
| 1989                                    | 12                                      | -                                       | -                                       | -                                       | -                                       | -                                       | -                                       | -                                       | -                                       | -                                       | -                                       | -                                       | -                                       | -                                       | 1                                       | -                                       | -                                       | -                                       | -                                       | -                                       | 13                                      |
| 1990                                    | 12                                      | -                                       | -                                       | -                                       | -                                       | -                                       | 2                                       | -                                       | -                                       | -                                       | -                                       | -                                       | -                                       | -                                       | -                                       | -                                       | -                                       | -                                       | -                                       | -                                       | 14                                      |
| 1991                                    | 8                                       | 1                                       | -                                       | -                                       | -                                       | -                                       | -                                       | -                                       | -                                       | -                                       | 4                                       | -                                       | -                                       | -                                       | -                                       | -                                       | -                                       | -                                       | -                                       | -                                       | 13                                      |
| 1992                                    | 11                                      | -                                       | -                                       | -                                       | -                                       | 2                                       | -                                       | -                                       | -                                       | -                                       | -                                       | -                                       | -                                       | -                                       | -                                       | -                                       | -                                       | -                                       | -                                       | -                                       | 13                                      |
| 1993                                    | 15                                      | -                                       | -                                       | -                                       | 1                                       | -                                       | -                                       | -                                       | -                                       | -                                       | -                                       | -                                       | -                                       | -                                       | -                                       | -                                       | -                                       | -                                       | -                                       | -                                       | 16                                      |
| 1994                                    | 13                                      | -                                       | -                                       | -                                       | -                                       | -                                       | -                                       | -                                       | -                                       | -                                       | -                                       | -                                       | -                                       | -                                       | -                                       | -                                       | -                                       | -                                       | -                                       | -                                       | 13                                      |
| 1995                                    | 12                                      | -                                       | -                                       | -                                       | 2                                       | -                                       | -                                       | -                                       | -                                       | -                                       | -                                       | -                                       | -                                       | -                                       | -                                       | -                                       | -                                       | -                                       | -                                       | -                                       | 14                                      |
| 1996                                    | 14                                      | 1                                       | -                                       | -                                       | -                                       | -                                       | -                                       | -                                       | -                                       | -                                       | -                                       | -                                       | -                                       | -                                       | -                                       | -                                       | -                                       | -                                       | -                                       | -                                       | 15                                      |
| 1997                                    | 14                                      | -                                       | -                                       | -                                       | -                                       | -                                       | -                                       | -                                       | -                                       | -                                       | -                                       | -                                       | -                                       | -                                       | -                                       | -                                       | -                                       | -                                       | -                                       | -                                       | 14                                      |
| 1998                                    | 13                                      | 2                                       | -                                       | -                                       | -                                       | -                                       | -                                       | -                                       | -                                       | -                                       | -                                       | -                                       | -                                       | -                                       | -                                       | -                                       | -                                       | 1                                       | -                                       | -                                       | 16                                      |
| 1999                                    | 14                                      | 1                                       | -                                       | -                                       | -                                       | -                                       | -                                       | -                                       | -                                       | -                                       | -                                       | -                                       | -                                       | -                                       | -                                       | -                                       | -                                       | -                                       | -                                       | -                                       | 15                                      |
| 2000                                    | 10                                      | -                                       | -                                       | -                                       | -                                       | -                                       | -                                       | -                                       | 2                                       | -                                       | -                                       | -                                       | 4                                       | -                                       | -                                       | -                                       | -                                       | -                                       | -                                       | -                                       | 16                                      |
| 2001                                    | 16                                      | -                                       | -                                       | -                                       | -                                       | -                                       | -                                       | -                                       | -                                       | -                                       | -                                       | -                                       | -                                       | -                                       | -                                       | -                                       | -                                       | -                                       | -                                       | -                                       | 16                                      |
| 2002                                    | 15                                      | -                                       | -                                       | -                                       | -                                       | -                                       | -                                       | -                                       | -                                       | -                                       | -                                       | -                                       | -                                       | -                                       | -                                       | -                                       | -                                       | -                                       | -                                       | -                                       | 15                                      |
| 2003                                    | 13                                      | -                                       | -                                       | -                                       | -                                       | -                                       | -                                       | -                                       | 1                                       | -                                       | -                                       | -                                       | -                                       | -                                       | -                                       | -                                       | -                                       | -                                       | -                                       | -                                       | 14                                      |
| 2004                                    | 15                                      | -                                       | -                                       | -                                       | -                                       | -                                       | -                                       | -                                       | -                                       | -                                       | -                                       | -                                       | -                                       | -                                       | -                                       | -                                       | -                                       | -                                       | -                                       | -                                       | 15                                      |
| 2005                                    | 14                                      | -                                       | 1                                       | -                                       | -                                       | -                                       | -                                       | -                                       | -                                       | -                                       | -                                       | -                                       | -                                       | -                                       | -                                       | -                                       | -                                       | -                                       | -                                       | -                                       | 15                                      |
| 2006                                    | 14                                      | -                                       | 1                                       | -                                       | -                                       | -                                       | -                                       | -                                       | -                                       | -                                       | -                                       | -                                       | -                                       | -                                       | -                                       | -                                       | -                                       | -                                       | -                                       | -                                       | 15                                      |
| 2007                                    | 11                                      | -                                       | 3                                       | -                                       | -                                       | -                                       | -                                       | -                                       | -                                       | -                                       | -                                       | -                                       | -                                       | 1                                       | -                                       | -                                       | -                                       | -                                       | -                                       | -                                       | 15                                      |
| 2008                                    | 11                                      | 1                                       | 3                                       | -                                       | -                                       | -                                       | -                                       | -                                       | -                                       | -                                       | -                                       | -                                       | -                                       | -                                       | -                                       | -                                       | -                                       | -                                       | -                                       | -                                       | 15                                      |
| 2009                                    | 8                                       | -                                       | 5                                       | -                                       | -                                       | -                                       | -                                       | -                                       | -                                       | -                                       | -                                       | -                                       | -                                       | -                                       | -                                       | -                                       | -                                       | -                                       | 1                                       | -                                       | 14                                      |
| 2010                                    | 13                                      | -                                       | 1                                       | -                                       | -                                       | -                                       | -                                       | -                                       | -                                       | -                                       | -                                       | -                                       | -                                       | -                                       | -                                       | -                                       | -                                       | -                                       | -                                       | -                                       | 14                                      |
| 2011                                    | 13                                      | -                                       | -                                       | -                                       | 2                                       | -                                       | -                                       | -                                       | -                                       | -                                       | -                                       | -                                       | -                                       | -                                       | -                                       | -                                       | -                                       | -                                       | -                                       | -                                       | 15                                      |
| 2012                                    | 9                                       | -                                       | -                                       | -                                       | 1                                       | 2                                       | -                                       | -                                       | -                                       | -                                       | -                                       | -                                       | -                                       | -                                       | -                                       | -                                       | -                                       | -                                       | -                                       | -                                       | 12                                      |
| 2013                                    | 11                                      | 1                                       | -                                       | -                                       | 2                                       | -                                       | -                                       | -                                       | -                                       | -                                       | -                                       | -                                       | -                                       | -                                       | -                                       | -                                       | -                                       | -                                       | -                                       | -                                       | 14                                      |
| 2014                                    | 9                                       | 1                                       | -                                       | -                                       | -                                       | 1                                       | -                                       | -                                       | -                                       | -                                       | -                                       | -                                       | -                                       | -                                       | -                                       | -                                       | -                                       | -                                       | -                                       | -                                       | 11                                      |
| 2015                                    | 10                                      | 2                                       | -                                       | -                                       | -                                       | -                                       | -                                       | -                                       | -                                       | -                                       | -                                       | -                                       | -                                       | -                                       | -                                       | -                                       | -                                       | -                                       | -                                       | 1                                       | 13                                      |
| 2016                                    | 10                                      | 1                                       | -                                       | -                                       | -                                       | -                                       | -                                       | 2                                       | -                                       | -                                       | -                                       | -                                       | -                                       | -                                       | -                                       | -                                       | -                                       | -                                       | -                                       | -                                       | 13                                      |
| 2017                                    | 11                                      | -                                       | -                                       | -                                       | -                                       | -                                       | -                                       | -                                       | -                                       | -                                       | -                                       | -                                       | -                                       | -                                       | 1                                       | -                                       | -                                       | -                                       | -                                       | -                                       | 12                                      |
| 2018                                    | 14                                      | -                                       | -                                       | -                                       | -                                       | -                                       | -                                       | -                                       | -                                       | -                                       | -                                       | -                                       | -                                       | -                                       | -                                       | -                                       | -                                       | -                                       | -                                       | -                                       | 14                                      |
| 2019                                    | 12                                      | 2                                       | -                                       | -                                       | -                                       | -                                       | -                                       | -                                       | -                                       | -                                       | -                                       | -                                       | -                                       | -                                       | -                                       | -                                       | -                                       | -                                       | -                                       | -                                       | 14                                      |
| Total                                   | 856                                     | 55                                      | 16                                      | 10                                      | 8                                       | 8                                       | 7                                       | 6                                       | 5                                       | 4                                       | 4                                       | 4                                       | 4                                       | 2                                       | 2                                       | 1                                       | 1                                       | 1                                       | 1                                       | 1                                       | 996                                     |
| Ano                                     | Colômbia                                | Espanha                                 | Venezuela                               | França                                  | Equador                                 | Itália                                  | Rússia                                  | Argentina                               | Cuba                                    | Uruguai                                 | Lituânia                                | República Checa                         | Letónia                                 | México                                  | Estados Unidos                          | Guatemala                               | Bélgica                                 | Áustria                                 | Nova Zelândia                           | Costa Rica                              | Total                                   |

### Outros dados
- Mais dias vestido de líder:
  - Martín Emilio Rodríguez levou a t-shirt de líder da Volta por 64 dias durante as edições 1963, 1964, 1965, 1966 e 1967.

- Mais vitórias de etapa numa mesma edição:
  - Ramón Hojoss Vallejo em 1955 conseguiu 12 vitórias de etapa.

- Mais vitórias na classificação dos prêmios de montanha:
  - Rafael Antonio Menino ganhou em 5 oportunidades a classificação dos prêmios de montanha nas edições 1970, 1972, 1973, 1975 e 1977.

- Mais vitórias na classificação de meta-las volantes:
  - Oliverio Cárdenas ganhou em 5 oportunidades a classificação de meta-las volantes nas edições 1980, 1982, 1983, 1984 e 1985.

- Maior número de anos decorridos entre vitórias:
  - Fabio Parra ganhou sua primeira Volta em 1981 e sua segunda e última Volta onze anos depois, em 1992.

- Maior diferença de tempo entre o ganhador e o segundo classificado:
  - 2 horas, 19 minutos e 48 segundos de Efraín Forero sobre Roberto Cano na primeira edição em 1951.

- Menor diferencia entre o ganhador e o segundo classificado:
  - Um segundo de Álvaro Serra sobre Óscar de Jesús Vargas em 1991.
  - Um segundo de Óscar Sevilla sobre Fernando Camargo em 2014.

- Ganhador mais jovem:
  - Rubén Darío Gómez ganhador em 1959 à idade de 19 anos, 3 meses e 2 dias.

- Ganhador com mais idade:
  - Óscar Sevilla ganhador em 2015 à idade de 38 anos, 10 meses e 16 dias.

- Edição mais curta:
  - A edição de menor quantidade de etapas e simultaneamente de menor distancia percorrida foi a primeira edição em 1951 com um total de 10 etapas e 1150 km, calculados como a soma da distância de cada etapa ou 1157 km segundo sua apresentação oficial.

- Edição mais longa:
  - A edição de maior quantidade de etapas e simultaneamente de maior distância percorrida foi a Volta à Colômbia de 1967 com um total de 20 etapas e sobre uma distância total de 2611 km.